# Telege Atu
Telege Atu is een bestuurslaag in het regentschap Aceh Tengah van de provincie Atjeh, Indonesië. Telege Atu telt 174 inwoners (volkstelling 2010).